# Opération Lehrgang
Pendant l'Opération Husky
L'opération Lehrgang (en allemand : Unternehmen Lehrgang, stage en français) est le nom de code donné à la mission d'évacuation de la Sicile par les troupes de l'Axe du 10 au 17 août 1943.

## Contexte
Le 10 juillet 1943, les alliés débarquent en Sicile.
Le 25 juillet 1943, le Grand Conseil fasciste dépose Mussolini. Hitler ordonne alors au Generalfeldmarschall Albert Kesselring commandant en chef des forces du Sud, « de prendre les dispositions nécessaires en vue de l'évacuation des troupes allemandes de la Sicile, la Sardaigne et la Corse ».

## Le repli vers Messine
Dès le 29 juillet, Kesselring demande au général Hans-Valentin Hube, commandant le 14e corps blindé, d'envisager un plan d'évacuation de l'île. Sans attendre l'aval de OKW, Kesselring déclenche l'opération Lehrgang le 10 août. Hube décide de se replier vers Messine en établissant cinq lignes de fronts successives. Les trois dernières raccourcissent le front et permettent d'évacuer chaque nuit 8 à 10 000 hommes vers les points d'évacuation. Du fait de la maîtrise de l'air par les alliés, les changements de position se font de nuit. Les trois dernières lignes sont évacuées respectivement les 13, 14 et 15 août.
Pendant toute la durée des opérations, les Allemands ralentissent efficacement les alliés en détruisant les infrastructures, en minant les rares axes routiers et en menant des actions retardatrices dans les villages.

## Évacuation

### Côté allemand
L'opération de franchissement du détroit a été planifiée et contrôlée par l'Oberst Ernst-Günther Baade, commandant du district allemand du détroit de Messine, en collaboration avec le Fregattenkapitän Gustav Freiherr von Liebenstein de la marine allemande. Malgré une supériorité aérienne écrasante des alliés, les deux officiers ont fait preuve d'une grande efficacité pendant les évacuations avec des ressources limitées, une discipline de fer et une planification extrêmement flexible afin d'optimiser l'utilisation de leurs transports (neuf traversiers Siebel (en), sept barges de transbordeur, traversier naval, 12 bateaux de débarquement, 41 bateaux d’assaut et 50 canots pneumatiques) permettant de transporter hommes, équipements et fournitures de 12 points d’évacuation distincts.
En prévision de l’évacuation proprement dite, Baade a organisé du 10 au 12 août le rassemblement d'environ 12 000 hommes, 4 500 véhicules et 5 000 tonnes de ravitaillement vers le continent italien, le tout étant prêt pour le début de l’opération principale à 18 heures. Le 11 août, sous le couvert de puissantes défenses de la Flak (la 3e Flakbrigade de l'Oberst Werner Anton (en) et la 22e Flakbrigade de l'Oberst Max Müller, le tout sous le commandement du Generalmajor Julius Kuderna de la 5. Flak-Division) de part et d'autre du détroit, les défenses contre une possible attaque alliée incluaient jusqu'à 150 pièces d'artillerie entre 75 et 280 mm (2,95 et 11 pouces), à l’exception du bataillon d’artillerie lourde du 15e Panzergrenadier Division du Generalleutnant Eberhard Rodt, avec deux batteries de canons de 170 mm (6,7 pouces). Du 31 juillet au 17 août l'aviation alliée réalise 2500 sorties sur les deux rives du détroit sans résultat probant. La défense anti-aérienne est si efficace qu'il est décidé de faire aussi des traversées de jour.
L’effectif de la flottille d’évacuation variait avec le temps et les opérations aériennes alliées imposaient de fréquents changements dans les procédures opérationnelles des Allemands et sur les itinéraires des traversiers. L’évacuation s’est achevée à 17 h 35 le 17 août. Pendant la période du 10 au 17 août, quelque 39 569 allemands, dont 4 444 blessés, ainsi qu'une très grande partie de leur équipement (9 605 véhicules à moteur, 47 chars, 94 pièces d'artillerie, plus de 2 000 tonnes de munitions et de carburant, et environ 15 000 tonnes d'autres matériels de guerre) ont été transférés de la Sicile en Calabre.

### Côté italien
Le général Hube propose au général Alfredo Guzzoni d'évacuer les unités italiennes en premier. Guzzoni souhaite sauver l'honneur de la 6e Armée et ne veut pas que l'on lui impute la défaite. Il utilise ses maigres moyens pour évacuer la Sicile.
Malgré tout, 62 000 hommes, 227 véhicules et 41 pièces d'artillerie ont été acheminés jusqu'à la péninsule italienne. Le navire principal affrété pour l'opération était le ferry Villa de 932 tonnes, pouvant transporter jusqu’à 3 000 hommes par voyage. Les Italiens ont également chargé d'artillerie lourde le ferry Cariddi, d'une capacité de 2 800 tonnes, dans le but de le remorquer à travers le détroit de Messine. Aucun remorqueur ne pouvant effectuer cette opération, il fut par la suite sabordé.

## Conclusion
Le général Hube a réussi une opération amphibie de réembarquement complexe grâce à une excellente planification et en s'appuyant sur des subordonnées de talent (Baade et Liebenstein). Il a motivé ses hommes en les informant de la manœuvre en cours et en leur assurant qu'ils ne seraient pas sacrifiés comme à Stalingrad.
Compte tenu du barrage efficace de l'artillerie anti-aérienne, les pertes italo-allemandes se limitèrent à quelques unités de navires plus petits. Trois divisions ont été transférées et restent opérationnelles (la Hermann Göring, les 15e et 29e divisions de Panzergrenadier) ainsi que des éléments de l'armée italienne.
Le général Hube qualifiera l'opération Lehrgang de « Dunkerque héroïque ».